# San Antonio FC
Maillots
Actualités
Le San Antonio FC, est une franchise de soccer professionnel basée à San Antonio, dans l'État du Texas, fondé en 2016. La franchise évolue en USL Championship, le deuxième niveau dans la hiérarchie nord-américaine. La franchise est administrée par le groupe Spurs Sports & Entertainment.

## Histoire

### Formation et débuts
Le 7 janvier 2016, le San Antonio FC devient la trente et unième franchise de la United Soccer League. La création de la franchise, ainsi que l'achat simultané du Toyota Field par la ville de San Antonio et le Comté de Bexar, font partie d'un plan des autorités locales pour obtenir une future franchise en Major League Soccer. Par conséquent, la franchise des Scorpions de San Antonio de la North American Soccer League est dissoute. Le premier entraîneur-chef de l'histoire du club est l'ancien entraîneur des Phoenix d'Elon et le directeur de la ProAcademy du Orlando City SC, Darren Powell. 
Pour la première rencontre de son histoire, San Antonio l'emporte sur le score de 3-0 face aux Seattle Sounders FC 2 au Starfire Sports Complex le 3 avril 2016, en ouverture de la saison 2016 de la USL. Jason Johnson inscrit le premier but de l'histoire de la franchise.
Le 9 février 2017, la franchise devient affiliée au New York City FC, formation de MLS.

### Montée en puissance et premier titre
Après deux qualifications consécutives en séries en 2020 et 2021, le San Antonio FC atteint la finale en 2022 et s'impose 3-1 face à Louisville City au Toyota Field le 13 novembre 2022.

## Stade

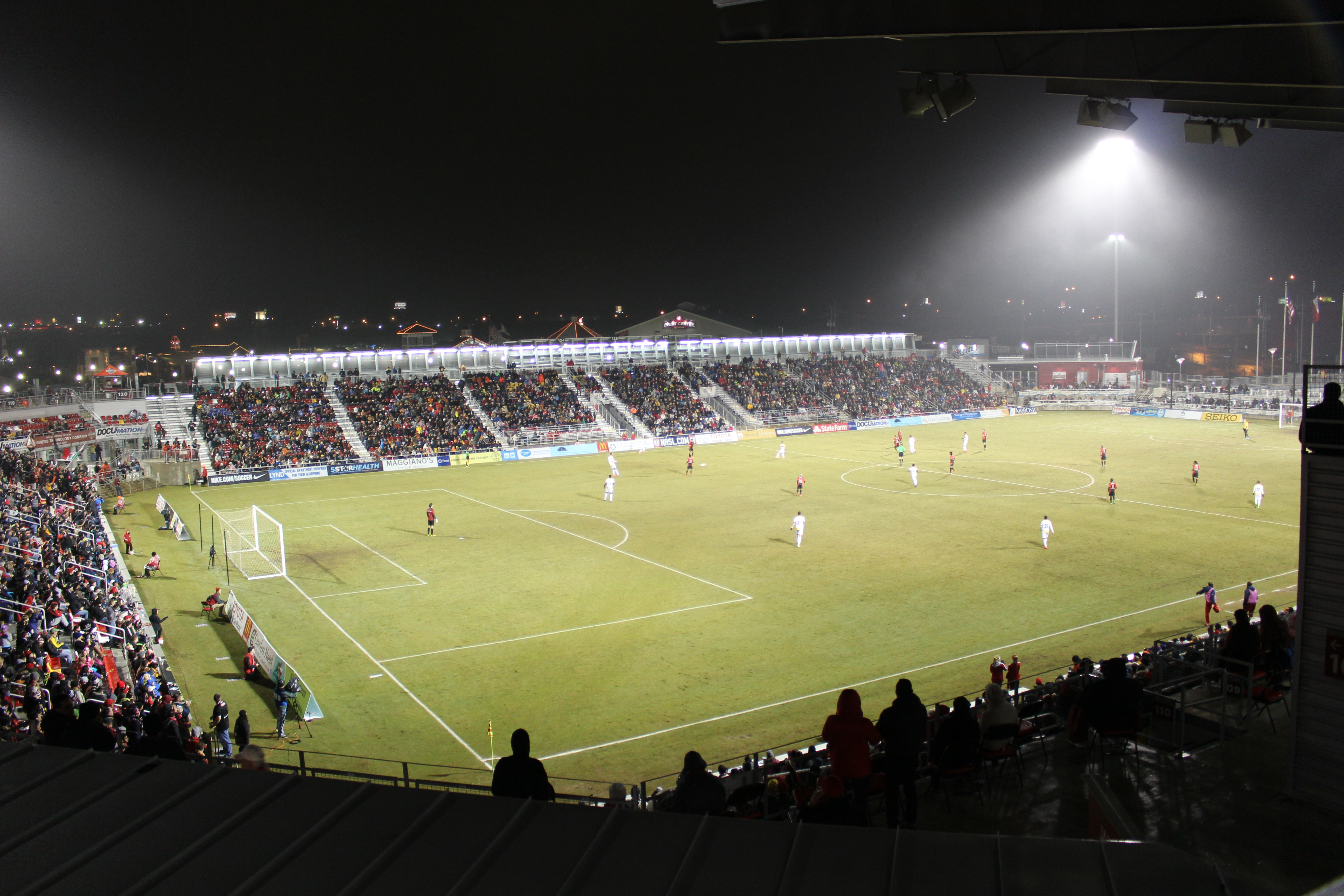
L'équipe joue ses rencontres au Toyota Field.

Le San Antonio FC joue ses rencontres à domicile au Toyota Field, une enceinte de soccer d'une capacité de 8 400 spectateurs et s'entraîne sur les terrains annexes du Toyota Field. 

## Palmarès et records

### Bilan par saison
| Saison | Niv. | Ligue            | Saison régulière | Saison régulière | Saison régulière | Saison régulière | Saison régulière | Saison régulière | Saison régulière | Position | Position | Séries                        | US Open Cup    | Affl. moy. saison régulière | Affl. moy. séries éliminat. |
| Saison | Niv. | Ligue            | M                | V                | N                | D                | BP               | BC               | Pts              | Conf.    | Ligue    | Séries                        | US Open Cup    | Affl. moy. saison régulière | Affl. moy. séries éliminat. |
| ------ | ---- | ---------------- | ---------------- | ---------------- | ---------------- | ---------------- | ---------------- | ---------------- | ---------------- | -------- | -------- | ----------------------------- | -------------- | --------------------------- | --------------------------- |
| 2016   | 3    | USL              | 30               | 10               | 8                | 12               | 36               | 36               | 38               | 10e/15   | 17e/29   | Non qualifié                  | Quatrième tour | 6 170                       | N/Q                         |
| 2017   | 2    | USL              | 32               | 17               | 11               | 4                | 45               | 24               | 62               | 2e/15    | 3e/30    | Demi-finale de conférence     | Troisième tour | 7 152                       | 7 034                       |
| 2018   | 2    | USL              | 34               | 14               | 8                | 12               | 45               | 48               | 50               | 9e/17    | 15e/33   | Non qualifié                  | Quatrième tour | 6 939                       | N/Q                         |
| 2019   | 2    | USL Championship | 34               | 12               | 9                | 13               | 62               | 57               | 45               | 11e/18   | 20e/36   | Non qualifié                  | Troisième tour | 6 765                       | N/Q                         |
| 2020   | 2    | USL Championship | 16               | 10               | 3                | 3                | 30               | 14               | 33               | 3e/18    | 6e/35    | Quart de finale de conférence | Annulée        | 2 448                       | 2 175                       |
| 2021   | 2    | USL Championship | 32               | 14               | 10               | 8                | 50               | 38               | 52               | 4e/15    | 10e/31   | Finale de conférence          | Non tenue      | 4 832                       | 7 485                       |
| 2022   | 2    | USL Championship | 34               | 24               | 5                | 5                | 54               | 26               | 77               | 1er/13   | 1er/27   | Champion                      | Quatrième tour | 6 007                       | 8 329                       |

#### Meilleurs buteurs par saison
| Saison | Meilleurs buteurs | Meilleurs buteurs |
| Saison | Joueurs           | Buts              |
| ------ | ----------------- | ----------------- |
| 2016   | Franck Tayou      | 5                 |
| 2016   | Rafael Castillo   | 5                 |
| 2017   | Billy Forbes      | 10                |
| 2018   | Éver Guzmán       | 11                |
| 2019   | Jack Barmby       | 9                 |
| 2019   | Éver Guzmán       | 9                 |
| 2020   | Luis Solignac     | 8                 |
| 2021   | Nathan Fogaça     | 13                |
| 2022   | Samuel Adeniran   | 11                |

## Personnalités du club

### Entraîneurs
Le tableau suivant présente la liste des entraîneurs du club depuis 2016.
| Rang | Nom           | Période                          |
| ---- | ------------- | -------------------------------- |
| 1    | Darren Powell | 7 jan. 2016 - 30 oct. 2019       |
| 2    | Alen Marcina  | le 9 déc. 2019 - 31 octobre 2024 |

## Logo et couleurs
Les couleurs du club de San Antonio sont le noir et le gris, montrant l'unité avec les autres franchises du groupe Spurs Sports & Entertainment. Le rouge provient de celui du drapeau de l'État du Texas, signifiant la fierté de représenter le Texas.
Au centre du logo, cinq bandes diagonales, inspirées des rayures du service des forces armées saluant la riche histoire militaire de San Antonio, avec leur mouvement ascendant indiquent l'objectif du club de jouer au plus haut niveau. Le symbole des Spurs, quant à lui, fait référence au lien direct entre le San Antonio FC et sa société mère, Spurs Sports & Entertainment.

## Soutien et image

### Groupes de supporters
Les principaux groupes de supporters du San Antonio FC sont la Mission City Firm, les Crocketteers et les SAFC Gardeners.

### Rivalités
Le San Antonio partage une rivalité dans l'État avec le Rio Grande Valley FC d'Edinburg. Le San Antonio partage également des rivalités régionales avec l'OKC Energy FC et les Roughnecks de Tulsa.